# Jade Hsu
 Der er for få eller ingen kildehenvisninger i denne artikel, hvilket er et problem. Du kan hjælpe ved at angive troværdige kilder til de påstande, som fremføres i artiklen.

Jade Hsu (født 23. juli 1981) er amerikansk pornostjerne og model.
Hun blev født den 23. juli 1981 i Charlotte (North Carolina) og voksede op der. Hun har koreanske og indianske rødder. Hun debuterede i pornobranchen i 1999 eller 2000 i en alder af omkring 19 år. Hun har filmet for studier som 4-Play Video, Adam & Eve, ALS Scan, Elegant Angel, Evil Angel, Metro, Sin City, Wildlife og andre. Hun optrådte også som en model for Playboy, Penthouse og Hustler magasiner.
I 2011 blev hun inkluderet i Urban X Award Hall of Fame.
Hun forlod branchen i 2014 efter at have haft hovedrollen i 114 film.